# سیارک ۳۲۱۸۴
سیارک ۳۲۱۸۴ (به انگلیسی: 32184 Yamaura، نامگذاری:2000NC20) سی و دو هزار و صد و هشتاد و چهارمین سیارک کشف شده‌است که در ۸ ژوئیه ۲۰۰۰ کشف شد.